# Gordon De Winter
Gordon De Winter (né le 6 juin 1997 à Binche) est un coureur cycliste belge, actif dans les années 2010. Il est le frère de Ludwig De Winter, membre de l'équipe 
Wanty Groupe Gobert en 2019, et le fils de Gauthier De Winter, ancien directeur sportif chez Verandas Willems.

## Biographie
Gordon De Winter intègre, en 2016, pour sa première saison chez les espoirs, la formation Color Code-Arden'Beef, antichambre de l'équipe Wallonie Bruxelles-Group Protect dans laquelle évolue son frère, Ludwig.
Après des débuts compliqués dans la catégorie espoirs, il réalise une bien meilleure deuxième partie de saison, se classant ainsi 2e à Liedekerke en interclub. Il parvient également à se hisser sur le podium lors du Mémorial Danny Jonckheere et termine à la 4e place de deux épreuves réputées en Belgique, l'Internatie Reningelst et le Ronde van Oost-Vlaanderen. Mais c'est finalement sur le Grand Prix des Marbriers, à Bellignies, que Gordon De Winter réalise sa meilleure performance de la saison en décrochant la 2e place d'une épreuve inscrite au calendrier de l'UCI Europe Tour, en catégorie 1.2, seulement battu par son compatriote Emiel Planckaert. 
Le Binchois se voit être un des grands espoirs à surveiller pour l'année 2017 qu’il commence parfaitement avec une neuvième place sur la course d'ouverture Gand-Staden, mais c'est lors du Handzame Challenge, course espoir de la Handzame Classic qu’il est victime d'une lourde chute. Il subit là une première opération au genou gauche qui l'éloigne trois mois des courses. Il revient au mois de juillet et effectue une fin de saison correcte avec notamment de belles prestations sur le Tour de Wallonie et les courses professionnelles de fin de saison comme la Primus Classic ou encore Binche-Chimay-Binche. 
Pour l'année 2018, il est reconduit au sein de l'équipe AGO-Aqua Service. Il est malheureusement victime d'une chute collective en stage de préparation à Calpe qui le renvoie sur la table d’opération pour le même problème que l'année 2017 mais c'est le genou droit qui est en cause. Il est victime malheureusement de complications avec un staphylocoque doré. Son retour est acté au mois de juillet 2018. Il arrive à décrocher quelques places et à se montrer à son avantage dans les quelques belles courses de fin de saison. En octobre 2018, il apprend qu'il n’est pas conservé par l'équipe AGO-Aqua Service et s'engage au sein de la formation GM Recycling anciennement VL Technics. Après une dernière saison en 2019 qui ne lui permet pas de trouver un contrat chez les professionnels, il annonce le 11 février 2020 qu'il met un terme à sa carrière.
En septembre 2019, Gordon De Winterstein entreprend des études de communication à la Haute École en Hainaut (Helha) sur le campus de Tournai. Il décroche également un job étudiant en tant que magasinier dans l'enceinte du parc animalier Pairi Daiza.
En phase de devenir journaliste, Gordon De Winter remporte, fin 2021, le prix des réseaux sociaux lors du concours de la Belgodyssée organisé par la Fondation Roi Bauduin. Il commente également des épreuves sportives telles que les 6 jours de Gand ou le cyclo-cross de Overijse.

## Palmarès sur route
- 2016
  - 2e du Grand Prix des Marbriers
  - 2e de la Liedekerkse Pijl
  - 3e du Mémorial Danny Jonckheere
- 2019
  - 2e de l'Omloop van de Grensstreek

## Classements mondiaux
| Année           | 2016 |
| --------------- | ---- |
| UCI Europe Tour | 917e |